# 玄幻小說
玄幻小說是一種小說类型。最早人們將黄易創作的历史架空科幻、武侠之间小说稱之為玄幻小說。玄幻小說的敘事中最關鍵的就是架空世界的建構。2003年前，網絡上就已出現玄幻小說。